# Njivice
Njivice (italsky Gnivizze) je vesnice a přímořské letovisko v Chorvatsku v Přímořsko-gorskokotarské župě. Je jednou ze dvou vesnic tvořících opčinu Omišalj. Nachází se na ostrově Krku, asi 32 km od Rijeky. V roce 2011 zde žilo celkem 1 115 obyvatel.
Dopravu ve vesnici zajišťuje silnice D102. Sousedními letovisky jsou Malinska a Omišalj.